# Steneotarsonemus spirifex
Steneotarsonemus spirifex är en spindeldjursart som först beskrevs av Élie Marchal 1902.  Steneotarsonemus spirifex ingår i släktet Steneotarsonemus och familjen Tarsonemidae. Inga underarter finns listade i Catalogue of Life.